# Banja Luka
Banja Luka (in cirillico serbo Бањалука o Бања Лука; in tedesco storico Weina Luka o Luka) è la seconda più grande città della Bosnia ed Erzegovina, nonché il capoluogo della Repubblica Serba di Bosnia, e della storica regione della Bosanska Krajina. Ha 199 191 abitanti al censimento 2013.
Ospita il governo dell'entità amministrativa della Republika Srpska, è il centro della regione di Banja Luka e di una municipalità omonima. La città è un importante centro culturale ed è conosciuta nel resto del Paese per la sua travagliata storia, che risale all'Alto Medioevo. È situata nella Bosnia nord-occidentale, su entrambe le sponde del fiume Vrbas che, originato da una gola di roccia, scorre nella pianura pannonica. L'intera città è piena di viali alberati, giardini e parchi.

## Geografia e clima

### Geografia fisica
Banja Luka copre all'incirca 96,2 km² di terra in Bosnia nord-occidentale, sul fiume Vrbas. Le coordinate della città sono 44°46′48″N 17°11′24″E. Il centro si trova a 163 m sul livello del mare, circondato da colline. La sorgente del fiume Vrbas si trova all'incirca a 90 km a sud della città e gli affluenti Suturlija, Crkvena e Vrbanja si immettono nel fiume dentro Banja Luka. Nei pressi della città si trovano inoltre numerose sorgenti di acqua potabile. L'area che circonda Banja Luka è boschiva e non lontana da zone montane. La città stessa è costruita nella valle di Banja Luka, situata tra una zona di alte montagne ed una di più basse. Le più notevoli di queste sono il Manjača (1 214 metri), il Čemernica (1338 m) e il Tisovac (1172 m), che fanno tutte parte della catena delle Alpi Dinariche.

### Clima
Il clima di Banja Luka è continentale, con inverni rigidi ed estati calde. Il mese più caldo dell'anno è luglio, con una temperatura media di 20 °C. Il mese più freddo dell'anno è gennaio, quando le temperature si aggirano intorno agli 0,6 °C. Le precipitazioni annuali ammontano a circa 988 mm e la città ha una media di 143 giorni di pioggia all'anno. A Banja Luka nevica quasi ogni anno. Forti venti vengono da nord e da nord-est.

## Storia

### Origini della città

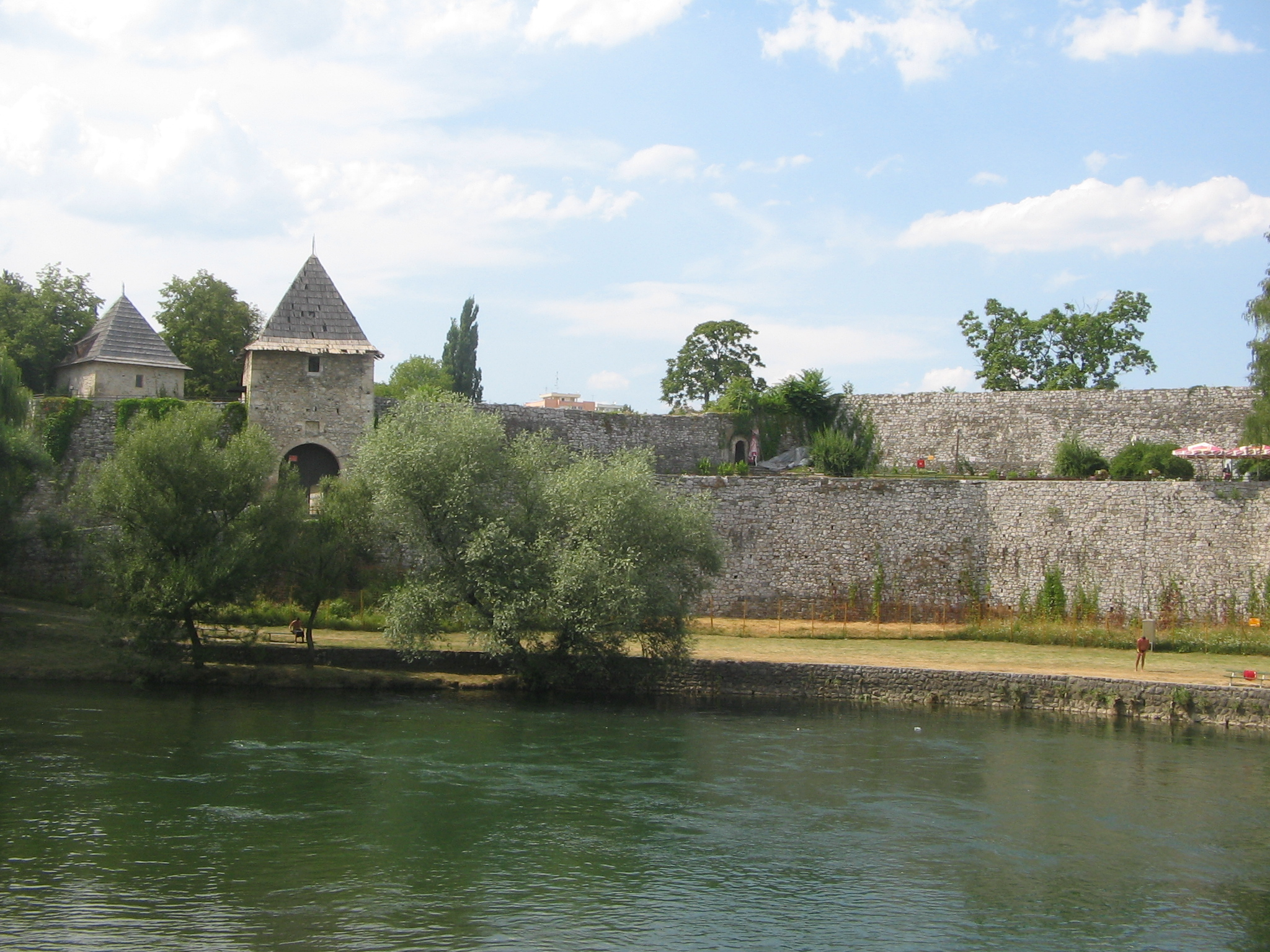
Il vecchio forte Kastel.

La storia di Banja Luka inizia già nell'antichità. Esistono infatti prove di una presenza dei Romani nella regione nei primi secoli dopo Cristo, tra cui un antico forte, chiamato "Kastel", situato nel centro della città. La zona di Banja Luka era interamente compresa nella provincia romana dell'Illyricum attraverso la quale passavano importanti strade che collegavano la Dalmazia e la Pannonia.
Gli Slavi si stabilirono nell'area nel VII secolo d.C., tuttavia l'esatta natura delle loro migrazioni è tuttora misteriosa. In ogni caso la città viene nominata per la prima volta in un documento di Vladislav II datato 1494. Il nome significa "Valle di Ban" e deriva dalle parole "ban", che indica un titolo medievale attribuito a un dignitario, e "luka", valle, prato. L'identità del dignitario e della valle in questione rimangono tuttavia incerte e l'etimologia popolare sostiene che il nome della città derivi dalle parole moderne "banja" (bagni, terme) o "bajna" ("meraviglioso") e "luka", porto. Attualmente il nome viene pronunciato e declinato come se fosse una parola sola, "u Banjaluci".
Una delle prime strutture pubbliche dopo il Kastel fu un monastero francescano costruito nelle vicinanze di Banja Luka, a Petrićevac, nel 1378, dai Francescani bosniaci. Fu il primo edificio di questo tipo ad essere costruito in Bosnia.

### La dominazione ottomana
Durante la dominazione ottomana della Bosnia, Banja Luka fu la sede del pashaluk bosniaco e i signori della regione vi costruirono quella che è oggi la strada principale della città. Tra il 1566 e il 1574 Ferhat Pasa Sokolovic, uno dei fondatori del centro di Banja Luka, mise in atto più di 200 progetti di costruzione, che spaziavano dalle botteghe artigiane ai depositi di farina, fino alle terme e alle moschee.
Tra le sue opere più importanti, le moschee Ferhadija e Arnaudija, durante le cui costruzioni venne installato un sistema fognario che serviva le zone residenziali nei dintorni. Tutto ciò stimolò lo sviluppo urbano ed economico della città che divenne presto uno dei più importanti centri politici e commerciali della Bosnia. I monasteri e le chiese serbe nei pressi della città furono costruiti tra il XIII e il XVI secolo.
Nel 1688 la città fu incendiata da un esercito austriaco, ma si risollevò rapidamente. Le incursioni austriache che seguirono stimolarono lo sviluppo militare di Banja Luka, che divenne così un centro militare strategico. Nel XIX secolo ebrei sefarditi e trappisti migrarono nella città, contribuendo alla prima industrializzazione della regione, costruendo mulini, birrerie, fabbriche tessili e di mattoni. Nonostante il suo ruolo di guida sulla regione, la città di Banja Luka non fu modernizzata fino alla dominazione austro-ungarica della fine del XIX secolo.

### Dall'occupazione austriaca agli anni Sessanta
L'occupazione austriaca iniziò a Banja Luka un processo di occidentalizzazione. Vennero costruite e sviluppate ferrovie, scuole, fabbriche e infrastrutture. Questo portò alla realizzazione di una città moderna che, dopo la prima guerra mondiale, divenne capitale della Vrbaska Banovina, una provincia del Regno di Jugoslavia.
Durante la seconda guerra mondiale gli Ustascia croati, cattolici e filonazisti, occuparono la città, deportando la maggior parte delle famiglie nobili sefardite e serbe presso i vicini campi di concentramento di Jasenovac e Stara Gradiška. Il 7 febbraio 1942 le forze ustascia, guidate da un frate francescano, Miroslav Filipović (conosciuto anche come Tomislav Filipović-Majstorović) uccisero 2 500 serbi, tra cui 500 bambini, a Drakulići, Motike e Sargovac, località all'interno del comune di Banja Luka. La cattedrale ortodossa della città fu rasa al suolo dalle forze di occupazione naziste. La città fu finalmente liberata il 22 aprile 1945.
Nel 1969 un tremendo terremoto danneggiò molti degli edifici della città. Un grosso palazzo chiamato Titanik, situato nel centro della città, fu distrutto completamente e l'area dove si trovava fu tramutata in una piazza. Con l'aiuto delle altre regioni della Jugoslavia socialista Banja Luka fu ricostruita, ma molti dei piccoli palazzi e negozi dell'epoca ottomana e austroungarica che costituivano il centro della città furono danneggiati irreparabilmente e demoliti.

### Dalle guerre jugoslave a oggi

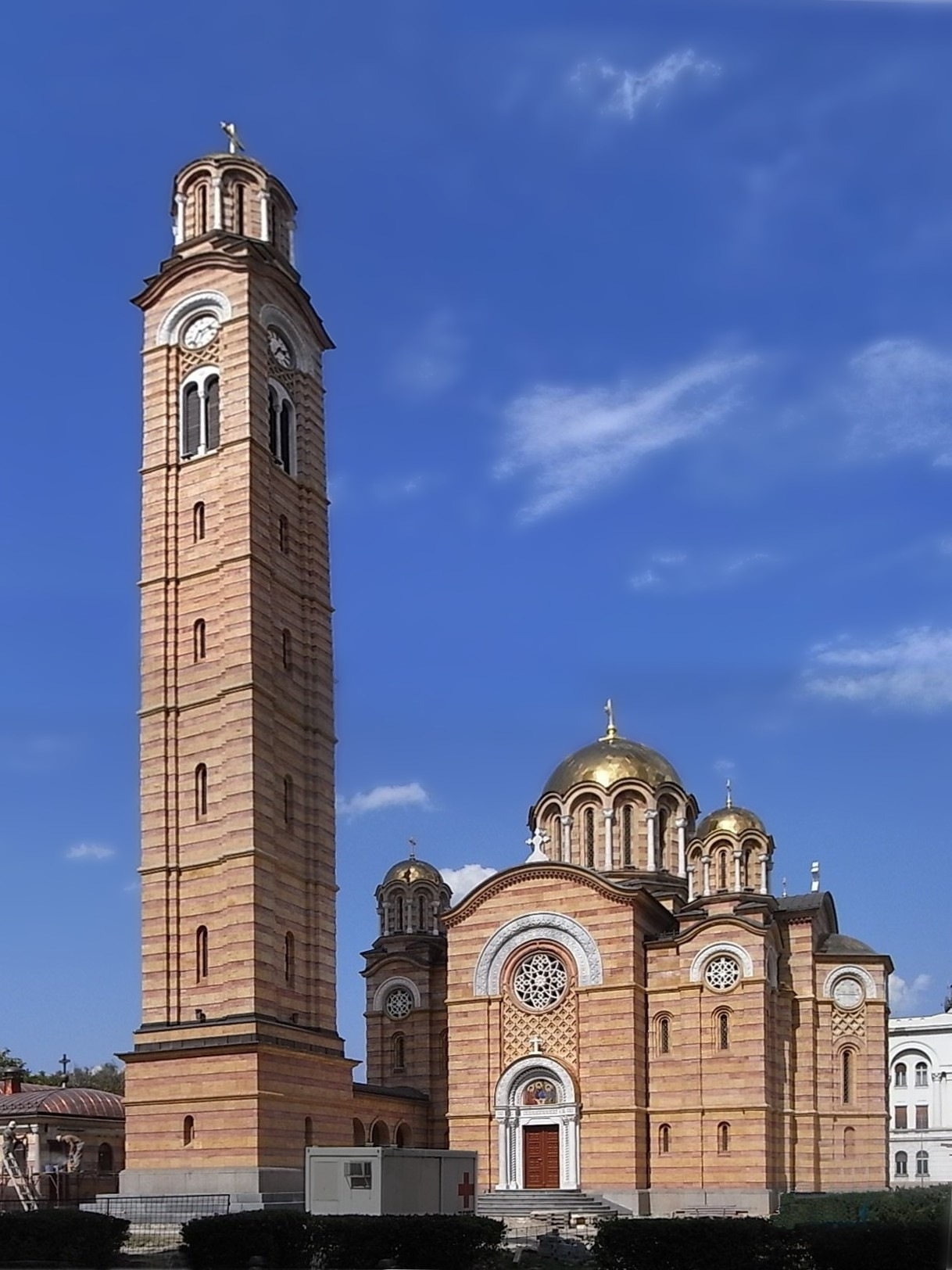
La cattedrale ortodossa di Cristo Salvatore.

La città ha subito forti cambiamenti in seguito al conflitto sviluppatosi all'interno della Bosnia ed Erzegovina. Dalla dichiarazione della fondazione della Repubblica Serba di Bosnia ed Erzegovina, Banja Luka divenne de facto il centro della politica di quest'entità, fino a diventarne ufficialmente la capitale nel 2003. Si stima che circa 70 000 tra croati e bosgnacchi sono stati costretti a lasciare la zona della città tra il 1992 e il 1995. A migliaia furono inoltre deportati nei vicini campi di concentramento di Manjaca e Omarska, rimasti tristemente famosi per le violenze a cui erano soggetti i detenuti . Anche alcuni banjalukani di origine serba abbandonarono la città in quegli anni e nel periodo successivo per motivi economici o per evitare la leva obbligatoria. Attualmente la popolazione musulmana e cattolica della città è molto inferiore rispetto a quella precedente la guerra. Molti serbi che abbandonarono la Krajina croata in seguito all'operazione Oluja, si trasferirono a Banja Luka a metà degli anni 1990, seguiti da altri serbi provenienti dalle zone nelle quali non si riuscì ad attuare l'allora politica di epurazione etnica dei non-serbi.
Benché il conflitto non abbia mai toccato la città, tutte le sedici moschee cittadine, risalenti al XV e XVI secolo, furono distrutte tra il 1992 e il 1995 da estremisti nazionalisti serbi, probabilmente sostenuti dalle autorità della Repubblica Serba di Bosnia ed Erzegovina nell'ambito della loro campagna di pulizia etnica. Tra le moschee distrutte ci fu la moschea Ferhadija, un monumento nazionale che era al tempo protetto dall'UNESCO. I tentativi di ricostruire la moschea portarono, il 7 maggio 2001, a rivolte di massa da parte dei nazionalisti serbi che provocarono gravi incidenti in cui un anziano perse la vita in seguito ad un'aggressione e numerosi altri furono i feriti. Otto persone di etnia bosgnacca furono portate all'ospedale e una di queste morì per lesioni alla testa. La ricostruzione della Ferhadija è iniziata nel 2006.
Anche molte chiese cattoliche furono danneggiate durante il conflitto, ma per la maggior parte rimasero intatte nel periodo tra il 1992 e il 1994. Solo nel 1995, infatti, i rifugiati serbi provenienti dalla Croazia distrussero la chiesa cattolica di Petričevac, come vendetta per essere stati cacciati dal paese durante l'operazione militare "Oluja" ("Tempesta"). La cattedrale ortodossa di Cristo Salvatore è stata costruita in stile neobizantino, tra il 1993 ed il 2004, sul sito della vecchia chiesa della Santissima Trinità, andata distrutta durante la seconda guerra mondiale, nel 1941, per mano degli ustascia croati.

## Società
Gli abitanti di Banja Luka sono all'incirca 200 000. Considerata con la sua area metropolitana, la popolazione della città raggiunge le 220 000 unità. Sebbene manchino statistiche ufficiali sulla distribuzione etnica, è quasi sicuro che i serbi costituiscano la stragrande maggioranza della città. Sembra che 97 000 degli abitanti attuali di Banja Luka siano rifugiati o persone che si sono trasferite per cause esterne.
Secondo il censimento del 1991, la municipalità di Banja Luka aveva una popolazione di 195 692 abitanti. Di questi, il 69,6% era serbo, il 7,8% croato, il 20,6% bosgnacco, il 12,1% jugoslavo e il 3,9% registrato alla voce "altri". La città aveva invece una popolazione di 143 079 abitanti. Di questi, il 49,0% era serbo, il 19,4% bosgnacco, il 15,8% jugoslavo e l'11,0 % croato.

## Località
Oltre alla città sono presenti le seguenti località:
Agino Selo • Barlovci • Bastasi • Bistrica • Bočac • Borkovići • Bronzani Majdan • Cerici • Čokori • Debeljaci • Dobrnja • Dragočaj • Drakulić • Dujakovci • Goleši • Ivanjska • Jagare • Kmećani • Kola • Kola Donja • Krmine • Krupa na Vrbasu • Kuljani • Lokvari • Lusići • Ljubačevo • Melina • Motike • Obrovac • Pavići • Pavlovac • Pervan Donji • Pervan Gornji • Piskavica • Ponir • Prijakovci • Priječani • Prnjavor Mali • Radmanići • Radosavska • Ramići • Rekavice • Slavićka • Stratinska • Stričići • Subotica • Šargovac • Šimići • Šljivno • Verići • Vilusi • Zalužani • Zelenci

## Quartieri
- Borik
- Centar
- Česma
- Debeljaci
- Drakulić
- Hiseta
- Kočićev Vijenac
- Lazarevo (Budžak)
- Nova Varoš
- Obilićevo (Mejdan)
- Paprikovac
- Petrićevac
- Rebrovac
- Šargovac
- Starčevica
- Lauš
- Srpske Toplice
- Vrbanja
- Kumsale
- Derviši
- Drakulić

## Amministrazione
Dal 24 dicembre 2020, il sindaco della città è Drasko Stanivukovic.

### Gemellaggi
Banja Luka è gemellata con le seguenti città:
- Bari, dal 2007
- Bitonto
- Campobasso
- Belgrado
- Novi Sad
- Sremska Mitrovica
- Patrasso
- Mosca
- Kaiserslautern
- Graz
- Leopoli
- Kranj
- Modi'in-Maccabim-Re'ut
- Carapelle, dal 2016
- Samara, dal 2026
- Gorizia, dal 01/07/2025

## Sport

### Calcio
La squadra principale della città è il Fudbalski Klub Borac Banja Luka (letteralmente Società Calcistica Borac Banja Luka). Gioca nell'omonimo stadio cittadino.
Famoso in città il gruppo ultras Lešinari 1987.

## TV, media e radio

### Televisione
- PTPC (RTRS)
- RTV BN
- ATV

### Stazioni Radio principali
- Big Radio 1 (93,6 MHz)
- Big Radio 2 (91.5 MHz)
- Big Radio 3 (96.5 MHz)
- Big Radio 4 (98.6 MHz)
- Nes Radio (88.4 MHz)

## Galleria d'immagini

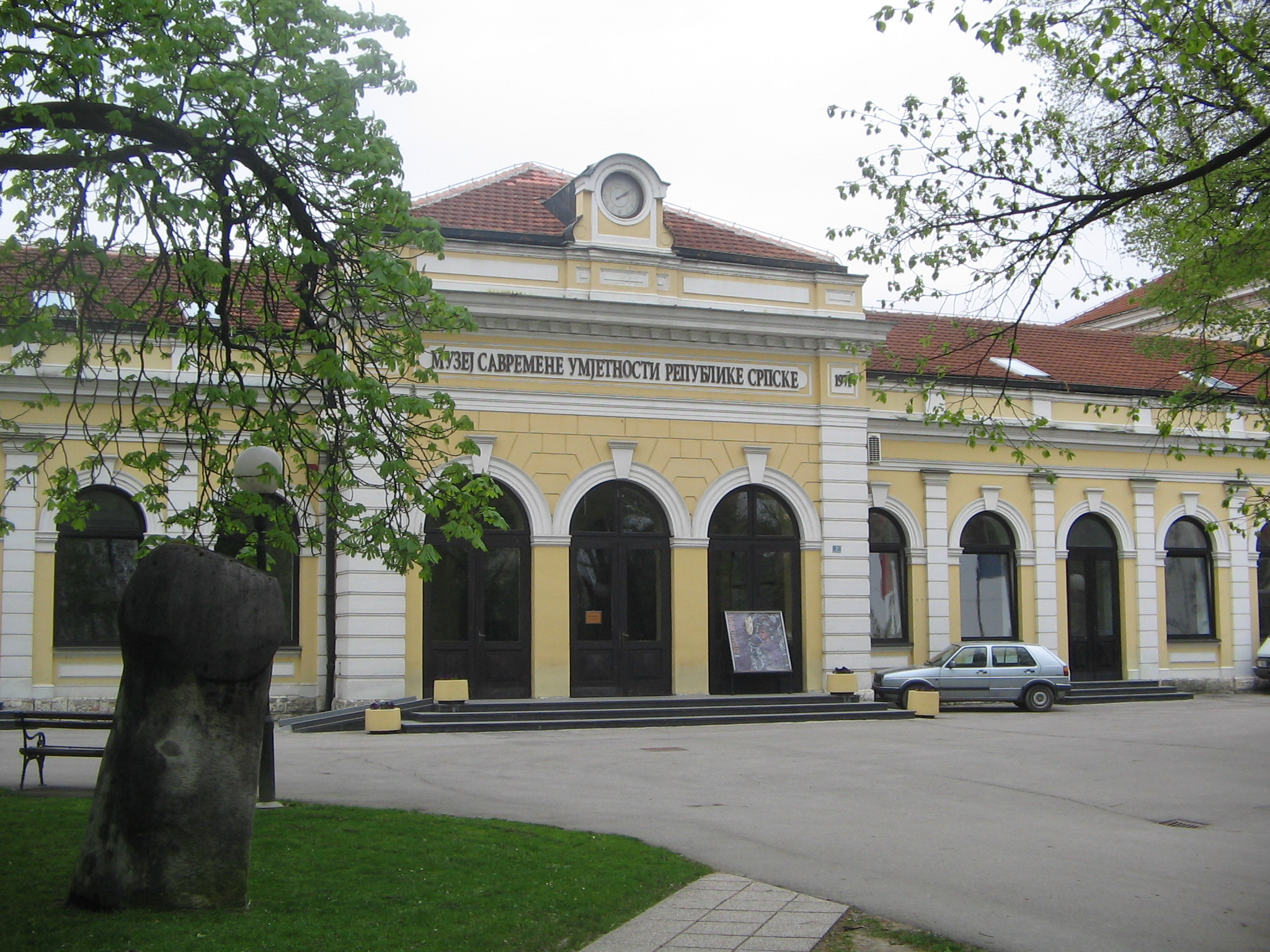
Museo d'arte moderna.
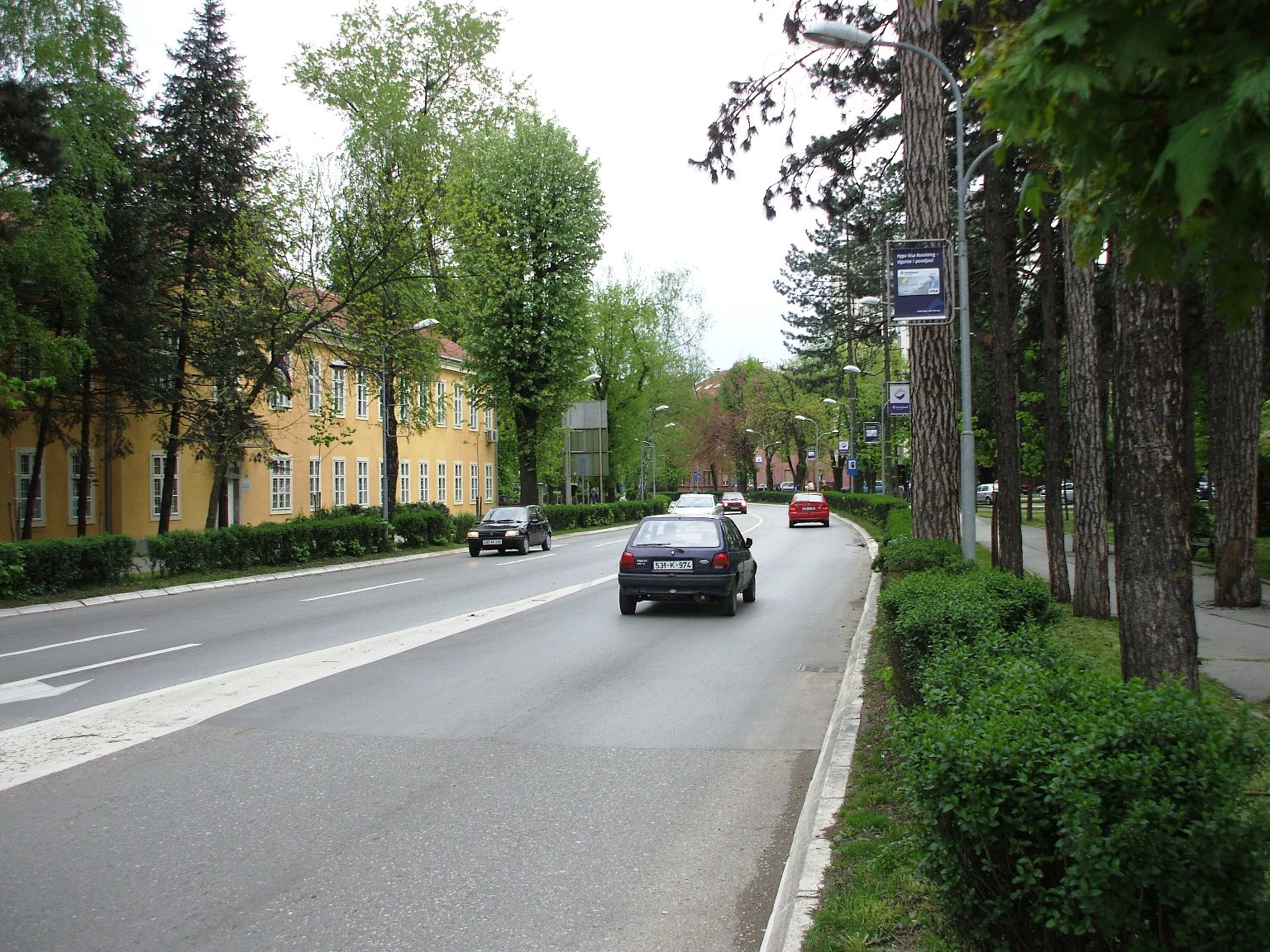
Una via della città.
Impianto sportivo di tennis.
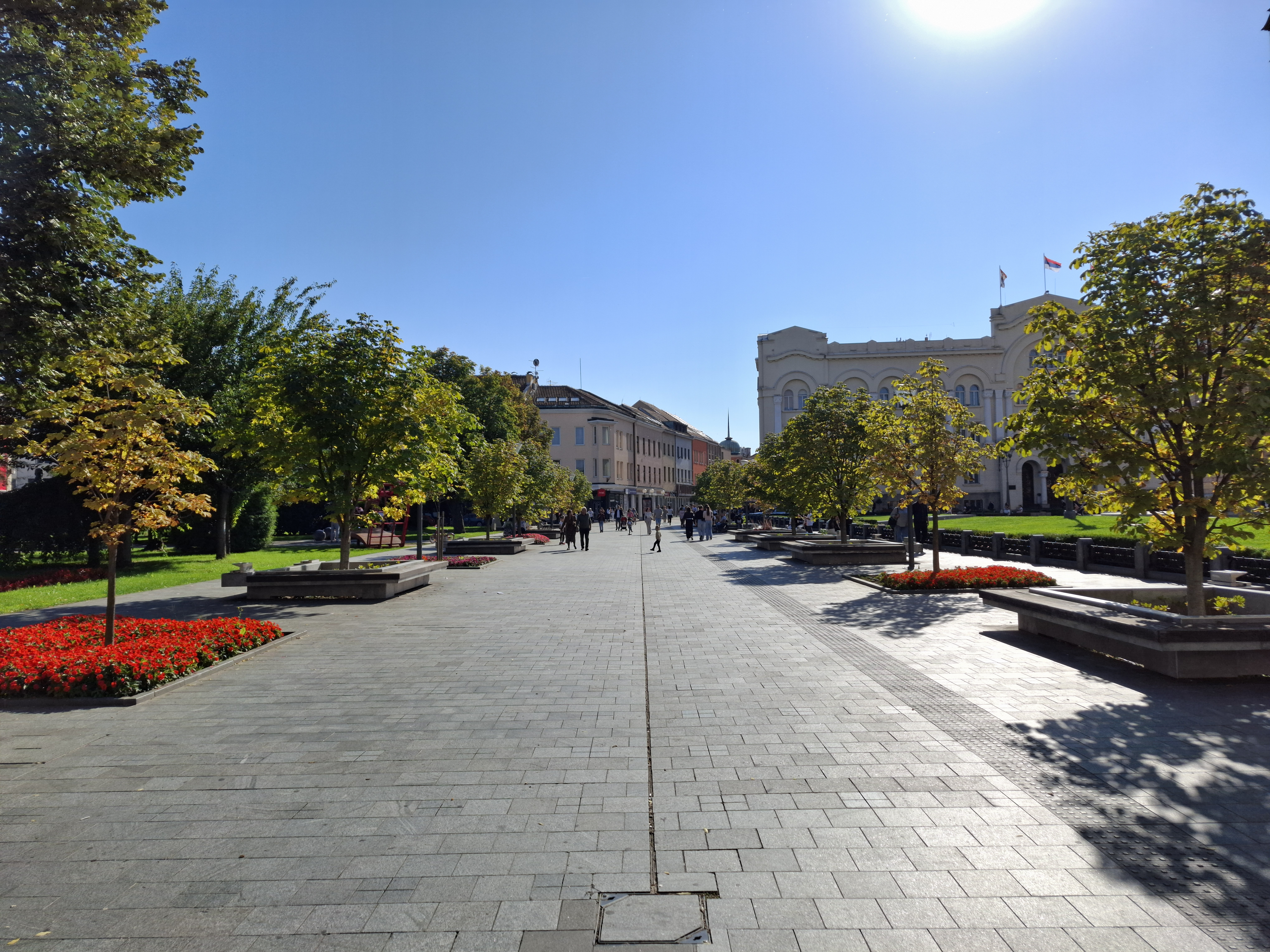
Parco cittadino.
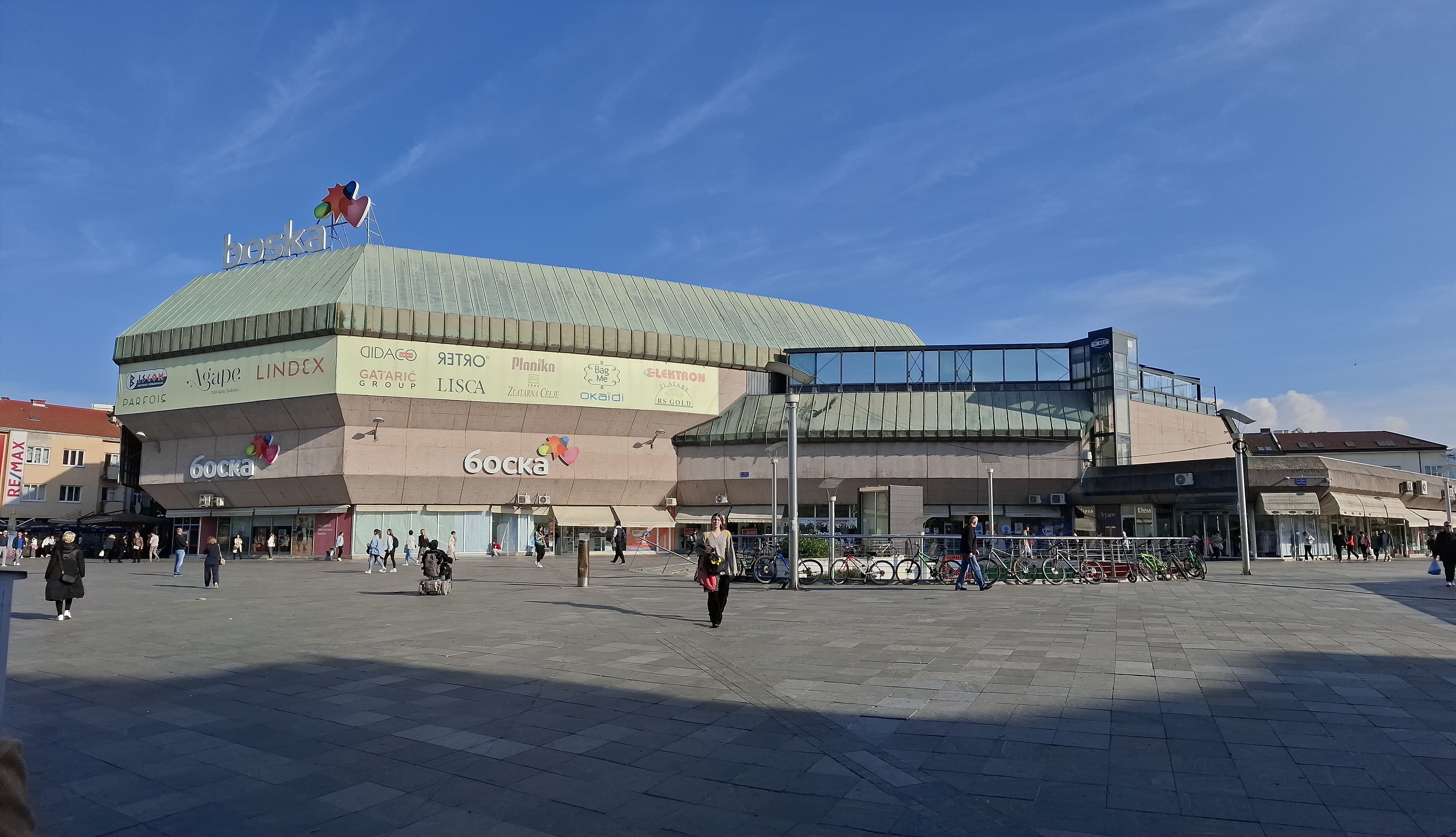
Piazza principale
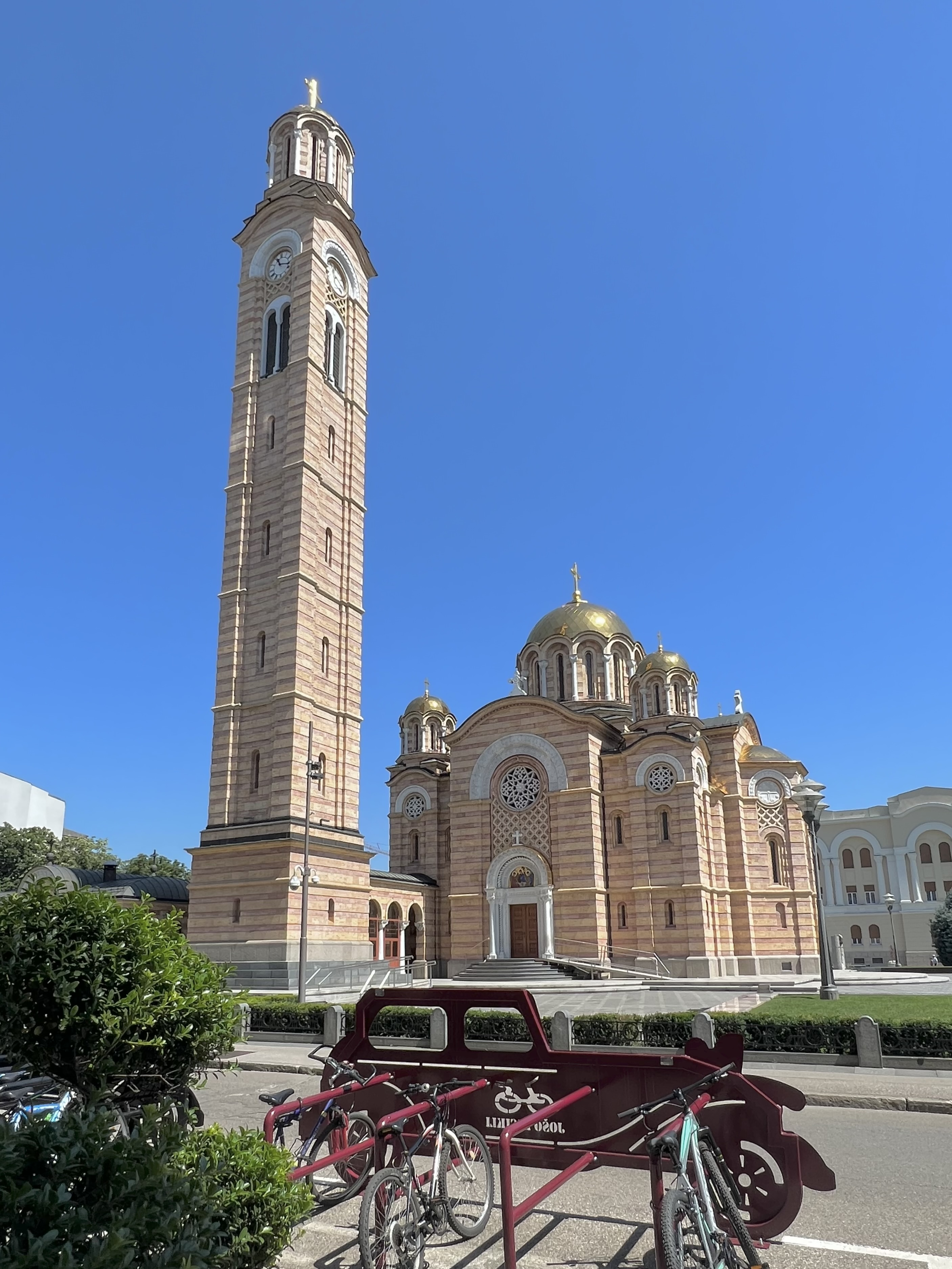
Tempio di Cristo Salvatore
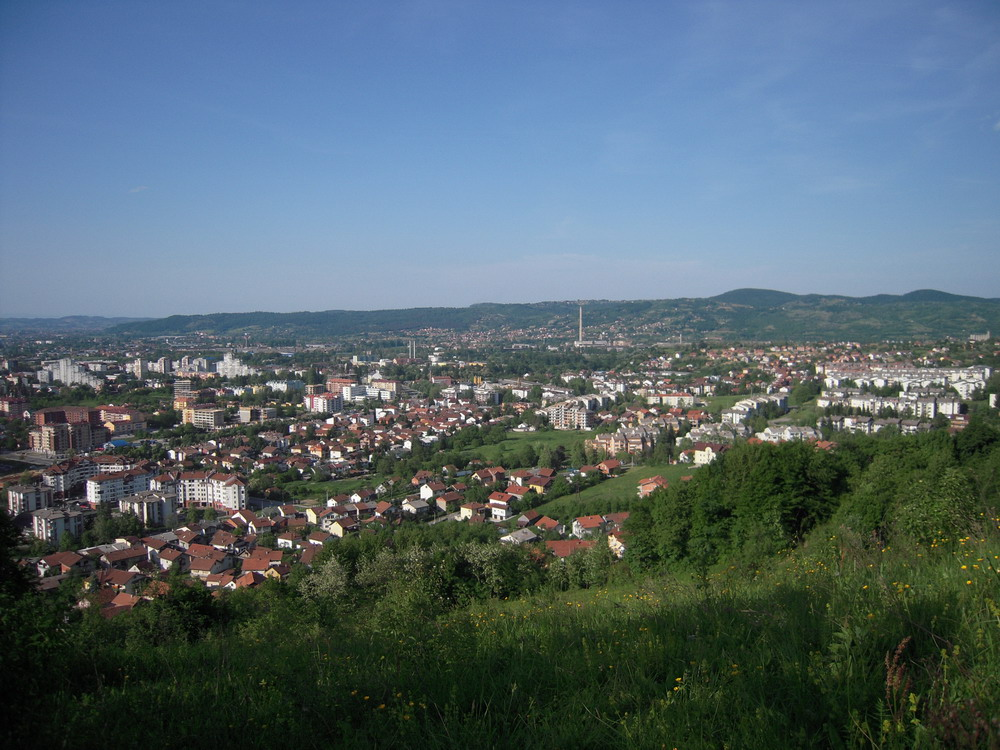
Panorama della città.
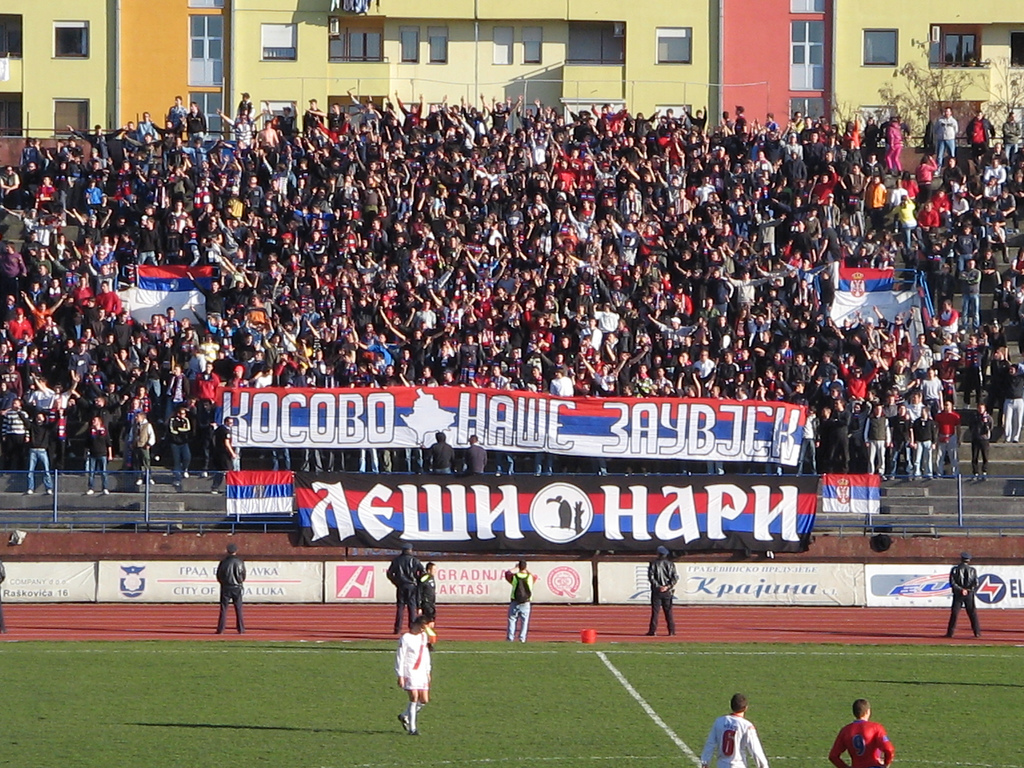
Stadio del Borac.
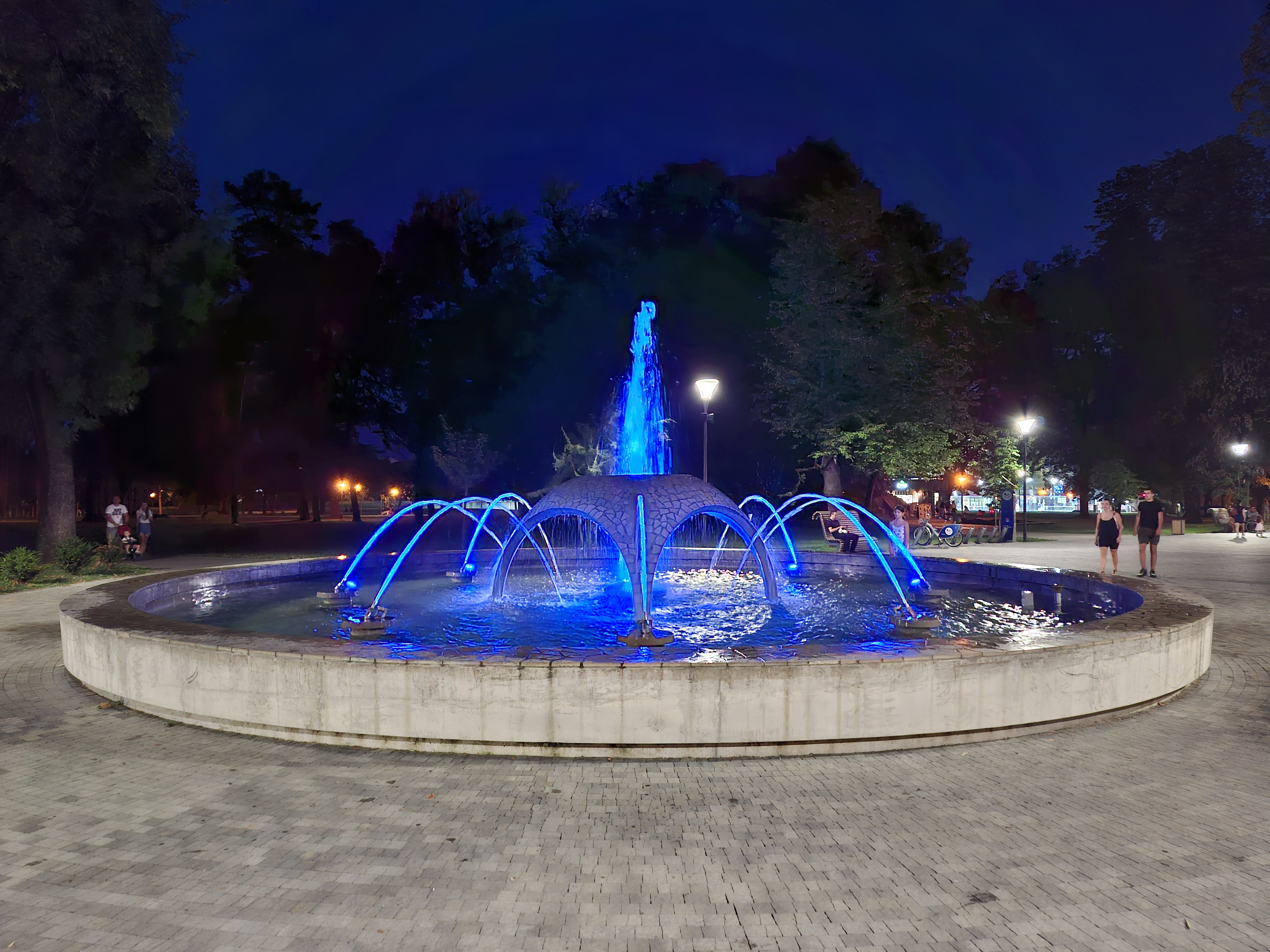
Parco Mladen Stojanovič
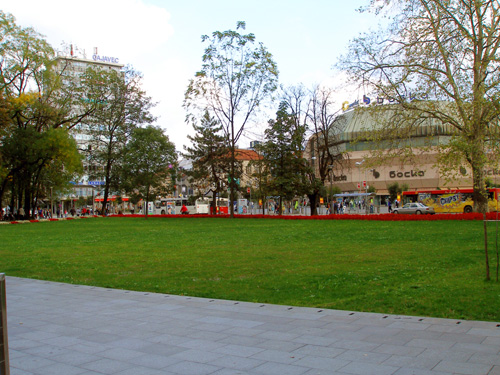
Parco Petar Kočić
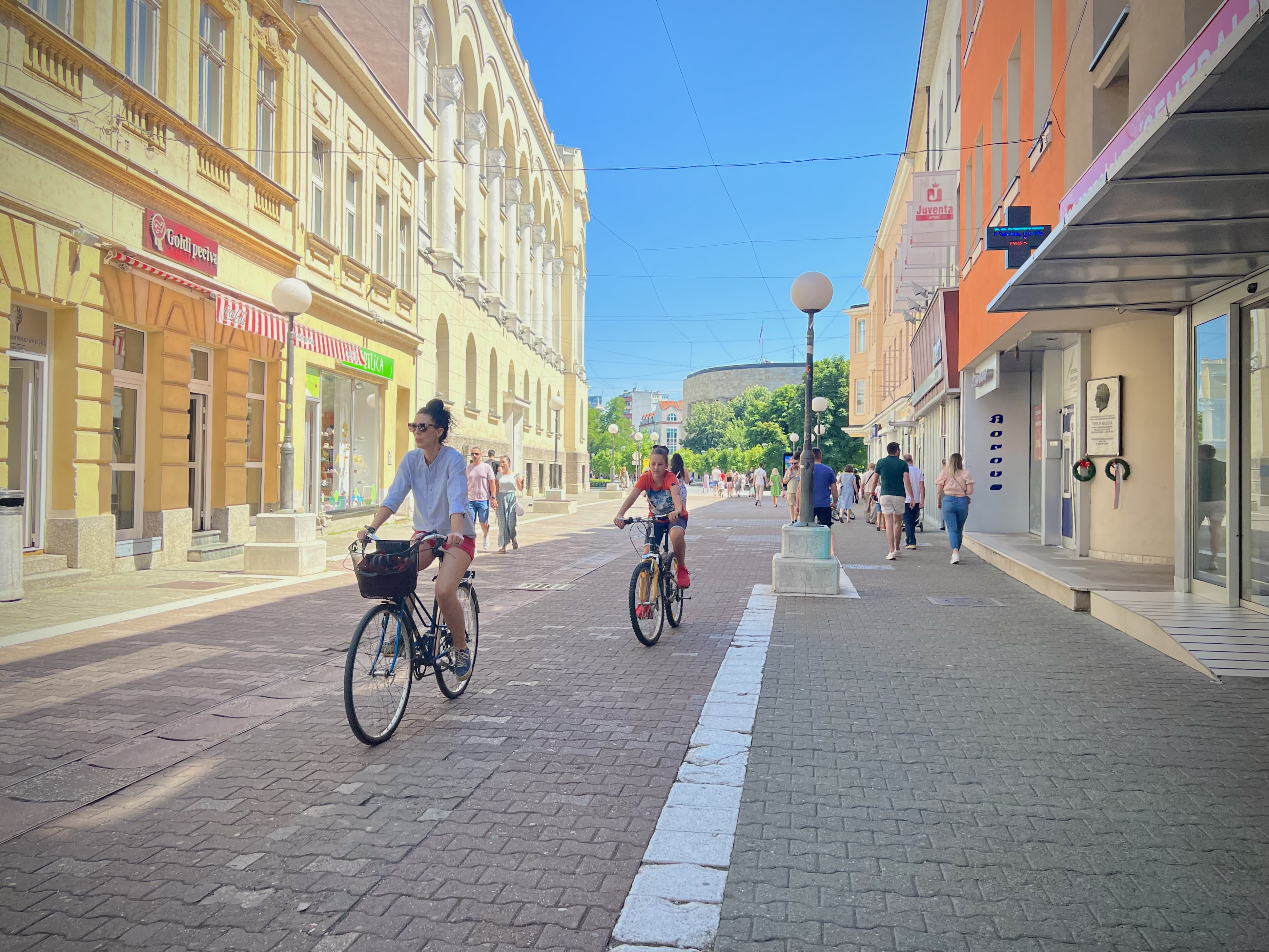
Gospodska ulica
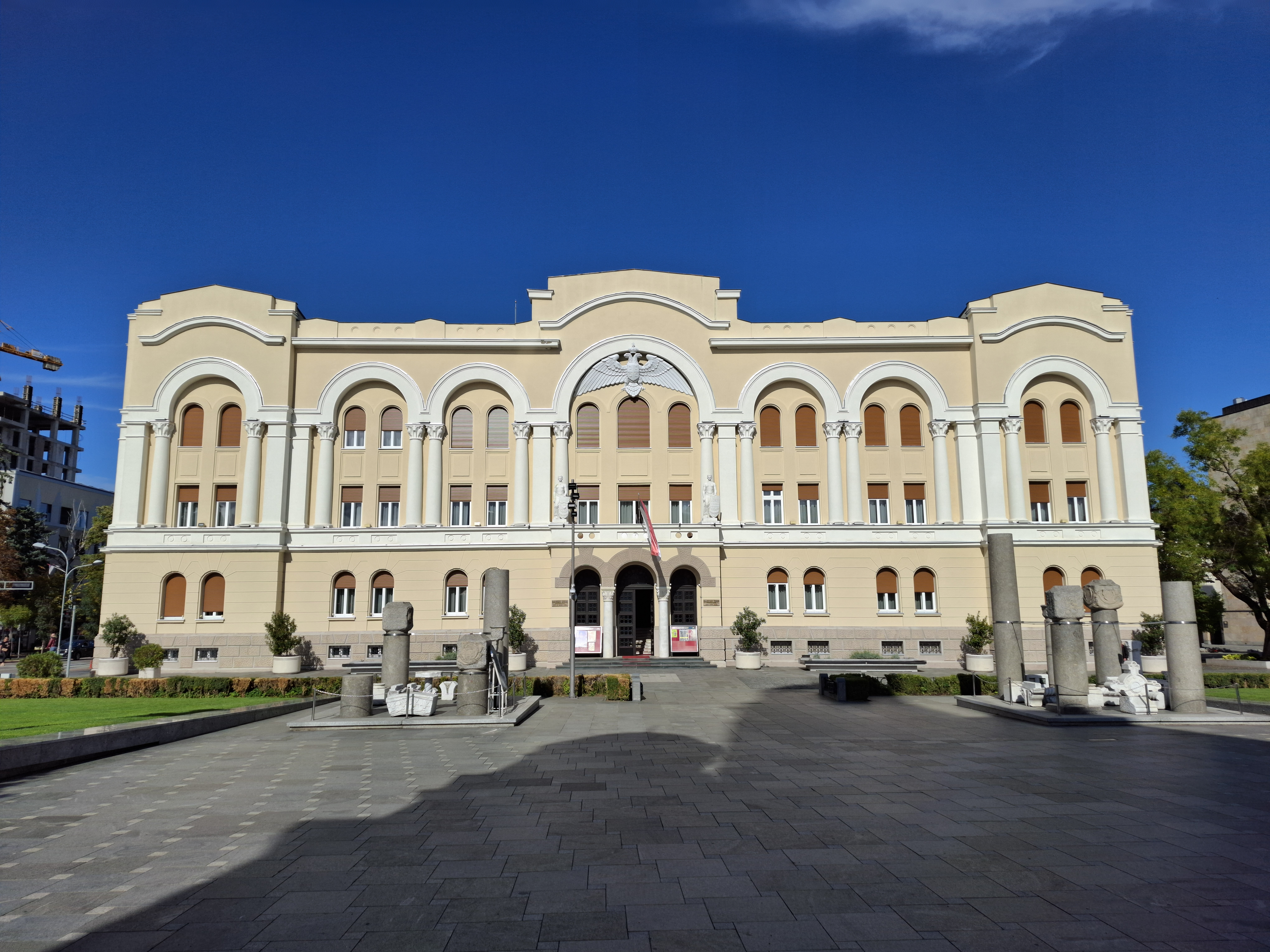
Il centro culturale ''Banski Dvor''
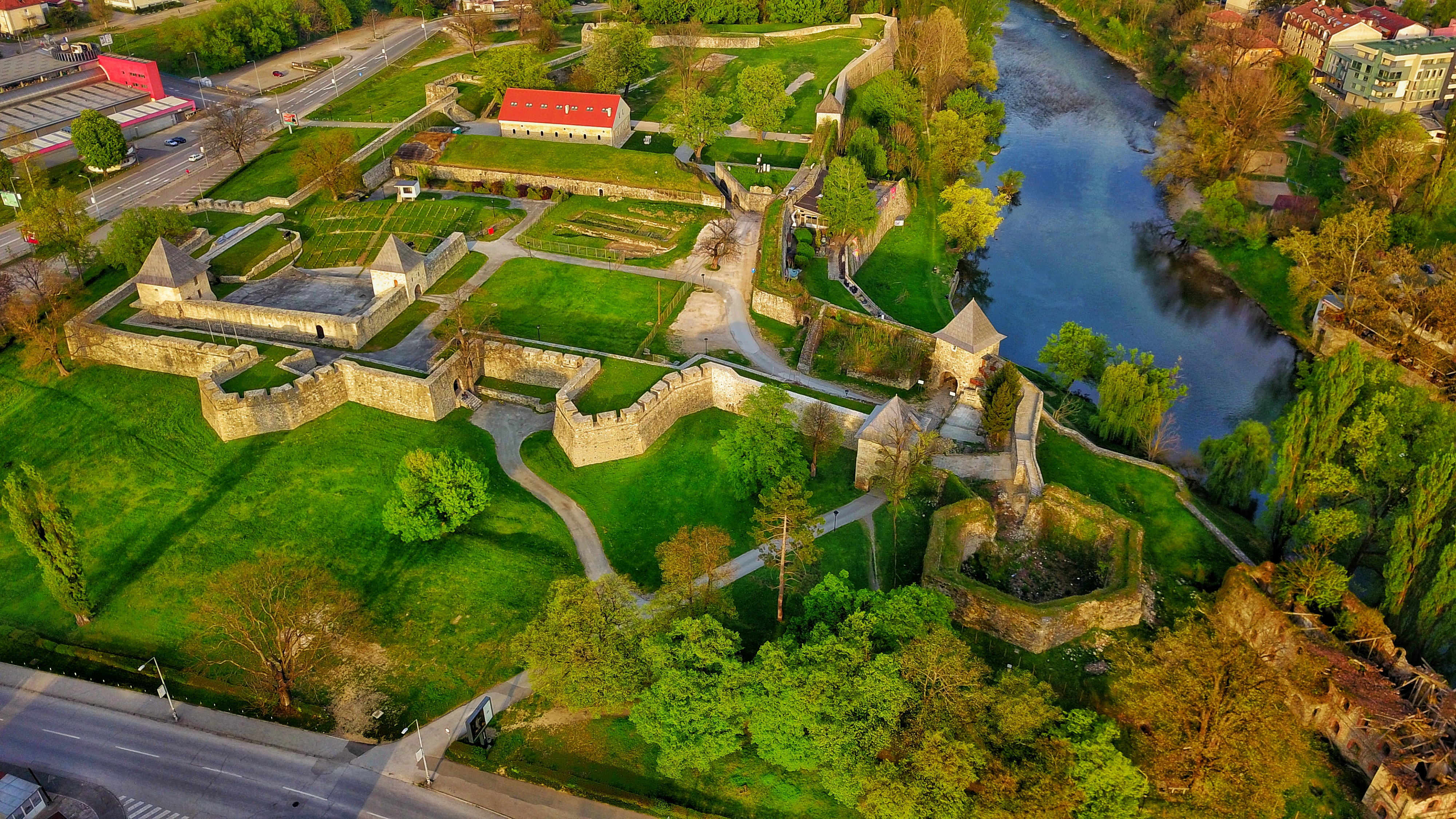
Fortezza Kastel.